# Uprava za neizravno oporezivanje
Uprava za neizravno oporezivanje (UNO BiH ili UINO BiH) državna je i samostalna upravna organizacija nadležna za primjenu i izvršavanje zakonskih propisa koji se odnose na neizravno oporezivanje u Bosni i Hercegovini.
U opsegu svoje nadležnosti, uprava je odgovorna za prikupljanje i raspodjelu prihoda od uvoznih i izvoznih dažbina (carina), trošarina, PDV i svih drugih poreza koji se naplaćuju na dobra i usluge, uključujući poreze na promet i cestarine, ostale prihode i naknade, provođenje politika koje donosi Vijeće ministara, te otvaranje i vođenje jedinstvenog računa za prikupljanje i raspodjelu prihoda u ime države, entiteta i distrikta.

## Organizacija
Sjedište Uprave je u Banja Luci, a postoje i 4 područna ureda koji se nalaze u Sarajevu, Banjoj Luci, Tuzli i Mostaru. Među jedinicama nižih organizacijskih razina nalaze se i carinske ispostave te 59 carinskih odjela (od toga 40 cestovnih graničnih prijelaza, 4 zračna, 8 željezničkih, 3 poštanska granična prijelaza i 4 slobodne zone). Organizacijskuavnateljstva čine sektori i 4 odjela koji čine Ured ravnatelja. Uprava je samostalna upravna organizacija koja za svoj rad preko Upravnog odbora odgovara Vijeću ministara Bosne i Hercegovine. Upravni odbor sastoji se od 6 članova, od kojih su tri po službenoj dužnosti članovi ministri financija (entiteta i države).